# Łukasz Stanisław Godurowski
Łukasz Stanisław Godurowski herbu Zaremba (zm. w 1793 roku) – dziekan kapituły katedralnej lwowskiej w 1782 roku,  kantor kapituły katedralnej lwowskiej w 1758 roku, kanonik kapituły katedralnej lwowskiej w 1737 roku, oficjał lwowski w 1767 roku.